# Jeanne Lapauze
Jeanne Lapauze, född Loiseau den 6 mars 1860 i Paris, död där den 3 januari 1921, var en fransk författare under märket Daniel Lesueur.
Jeanne Loiseau debuterade med diktsamlingen Fleurs d'avril (1882) och romanen Le mariage de Gabrielle (samma år) och författade sedan ett stort antal romaner – Amour d'aujourd'hui (1888), Névrosée (1890), Passion slave (1892; "Nadeschda Miranoff", samma år), A force d'aimer (1895), Invincible charme (1897), Lévres closes (1898), L'honneur d'une femme (1901), Mortel secret (1904), La force du passé (1905), Fils de l'amant (1907), Nietzschéenne (1908), Le droit à la force (1909) med flera –, några skådespel (Fiancée, uppfört på Théâtre de l'Odéon, Hors du mariage på Théâtre féministe, Masque d'amour, efter romanen med samma namn, på Sarah Bernhardts teater) och dikter (Rêves et visions, 1889) samt medarbetade i Le Figaro, L'indépendance belge, La Fronde med flera tidningar. Till utställningen 1900 författade hon på offentligt uppdrag en redogörelse för L'évolution féminine. Franska akademien prisbelönade henne flera gånger. År 1904 ingick hon äktenskap med konservatorn Henry Lapauze.